# Cushingia ellenbergeri
Cushingia
Genre
Espèce
Cushingia ellenbergeri, unique représentant du genre Cushingia, est une espèce fossile de solifuges.

## Distribution
Cette espèce a été découverte dans de l'ambre de Birmanie. Elle date du Cénomanien inférieur du Crétacé supérieur.

## Description
L'holotype mesure 9,3 mm.

## Étymologie
Cette espèce est nommée en l'honneur de Sieghard Ellenberger.
Ce genre est nommé en l'honneur de Paula E. Cushing.

### Publication originale
- Dunlop, Bird, Brookhart & Bechly, 2015 : A camel spider from Cretaceous Burmese amber. Cretaceous Research, vol. 56, p. 265–273 (en).